# Najwa
Najwa (arabisch: نجوى) ist ein weiblicher Vorname.

## Herkunft und Bedeutung
Der arabische Vorname bedeutet geheim/verschwiegen, flüstern/leise sprechen.

## Bekannte Namensträgerinnen
- Najwa Nimri (* 1972), spanische Liedermacherin und Schauspielerin